# Allmänna ordningen
Allmänna ordningen är en svensk dokumentärfilm från 1975 med Carl-Henrik Svenstedt som regissör, producent och fotograf. Filmen skildrar det italienska polisväsendet och hur detta byggs upp efter fascismens fall 1943.

### Fotnoter
1. ↑  ”Allmänna ordningen”. Svensk Filmdatabas. http://sfi.se/sv/svensk-filmdatabas/Item/?itemid=4959&type=MOVIE&iv=Basic&ref=/templates/SwedishFilmSearchResult.aspx?id%3d1225%26epslanguage%3dsv%26searchword%3dallm%C3%A4nna+ordningen%26type%3dMovieTitle%26match%3dBegin%26page%3d1%26prom%3dFalse. Läst 30 april 2013.